# Simon Kirch

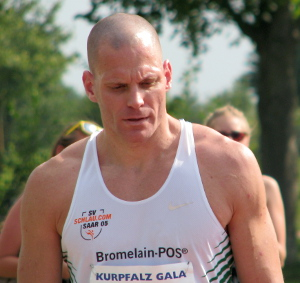
Simon Kirch 2012 in Weinheim

Simon Kirch (* 26. September 1979 in Neuwied) ist ein ehemaliger deutscher Leichtathlet, der vorwiegend über die 400 Meter startete.
2000 wurde er im 4-mal-100-Meter-Staffellauf Deutscher Meister. 2001 wurde er bei den Deutschen Meisterschaften in der Halle Fünfter und im Freien Vierter sowie mit der 4-mal-400-Meter-Staffel U23-Vizeeuropameister, 2003 wurde er Fünfter bei den Deutschen Meisterschaften.
2004 wurde er Deutscher Hallenmeister, und 2005 errang er den Titel im Freien und qualifizierte sich für die Weltmeisterschaften in Helsinki, wo er im Vorlauf scheiterte. Bei den Weltmeisterschaften 2007 wurde er mit der deutschen 4-mal-400-Meter-Staffel Achter.
2008 wurde er erneut Deutscher Meister und für die 4-mal-400-Meter-Staffel bei den Olympischen Spielen in Peking nominiert.
Simon Kirch ist 1,91 m groß und wiegt 76 kg. Er startete für den SV Saar 05 Saarbrücken, sein langjähriger Trainer Werner Schorr wurde 2011/12 durch den Amerikaner Todd Henson abgelöst.
Im Sommer 2013 beendete er seine aktive Sportlerlaufbahn. Mittlerweile (Stand 2023) arbeitet der studierte Politikwissenschaftler hauptberuflich beim Landessportverband für das Saarland.

## Persönliche Bestleistungen
- 200 m: 20,74 s (−0,2 m/s), 24. Mai 2008, Weinheim
- 300 m: 32,65 s, 16. Mai 2004, Pliezhausen
- 400 m: 45,57 s, 6. Juli 2008, Nürnberg
  - Halle: 46,30 s, 22. Februar 2004, Dortmund